# مرلين سيفي
المرلين السيفي أو خَدَّابَة أو رماح البحر أو أبو رُمح (الاسم العلمي: Tetrapturus) هي جنس من الأسماك يتبع الفصيلة الأسماك المرلينية من رتبة الفرخيات.

## أنواع المرلين السيفي
- مرلين سيفي قصير المنقار
- مرلين سيفي متوسطي
- مرلين سيفي دائري الحراشف
- مرلين سيفي طويل المنقار